# William Mackey
William Joseph Mackey, SJ (* 19. August 1915, Montreal, Quebec, Kanada; 18. Oktober 1995, Thimphu, Bhutan) war ein kanadischer katholischer Priester und jesuitischer Pädagoge. Er sorgte für die Einführung des modernen Bildungssystems in Bhutan, einschließlich der ersten Highschool, die sich zur ersten akkreditierten Universität, dem Sherubtse College, entwickelt hat.

## Leben

### Jugend
William Joseph Mackey wurde am 19. August 1915 in Montreal, Quebec geboren. Seine Eltern waren Kitty Murphy, eine irische Katholikin (Caitlicigh na hÉireann), und Herbert Mackey, ein Protestant irischer Herkunft. Er erhielt seine Grundschulbildung an einer katholischen Schule und bewarb sich erfolgreich um ein Stipendium am Loyola College, das auch die Highschool umfasste. Er wurde kurz nach seinem Abschluss an der Highschool in die Gesellschaft Jesu aufgenommen und ging am 14. August 1932 ans St. Stanislaus Novitiate in Guelph, Ontario.
Mackey wurde am 15. August 1945 von Erzbischof Joseph Charbonneau in der Immaculate Conception Church zum Priester geweiht. Er legte am 15. August 1949 seine endgültigen Ordensgelübde ab. 1946 verließ er Kanada und ging zur Jesuitenmission im indischen Distrikt Darjeeling. Dort wirkte er 17 Jahre lang, leitete in dieser Zeit viele Bildungsprogramme und war Rektor zweier weiterführender Schulen. Allerdings machte er sich bei den örtlichen Behörden unbeliebt, und 1963 wurde er aufgefordert das Land zu verlassen.
Als der damalige König von Bhutan, Jigme Dorje Wangchuck, von Mackeys bevorstehender Ausweisung aus Indien erfuhr, lud er ihn ein, im Rahmen der laufenden Modernisierungsbemühungen des Landes als Lehrer nach Bhutan zu gehen. Mackey nahm die Einladung an. Vorbeugend ließ er sich alle Zähne ziehen, da er in Bhutan keinen Zugang zu moderner Zahnmedizin haben würde.

### Leben in Bhutan
Als Mackey im Oktober 1963 in Bhutan ankam, waren die Jesuiten der erste römisch-katholische Orden, der in dem offiziell buddhistischen Land zugelassen war. In den folgenden drei Jahrzehnten führte Mackey keine Bekehrungen bhutanischer Bürger durch, da dies nach bhutanischem Recht verboten war.
Seine erste Schule in Trashigang wurde in einem verlassenen Kuhstall eingerichtet und begann mit 7 Schülern.
1973 wurde Mackey mit dem Druk Thuksey (Royal Order of Bhutan) für seine Verdienste um die Bildung in Bhutan ausgezeichnet. 1985 erhielt er die Ehrenbürgerschaft und 1988, als die Jesuiten das Land verlassen mussten, wurden ihre Schulen von der Regierung übernommen und Mackey erhielt die persönliche Erlaubnis zu bleiben.
Mackey starb am 18. Oktober 1995 in einem Hospital in Thimphu. Er hatte aufgrund einer Zahnfleischinfektion eine Blutvergiftung erlitten. Nach seinem Tod 1995 wurde ein 15-minütiger Nachruf im nationalen Radiosender von Bhutan veröffentlicht. Entgegen seinem Willen, in Bhutan bestattet zu werden, beanspruchten die Jesuiten aus Darjeeling seinen Leichnam zum Begräbnis in deren eigenem Friedhof.